# Casa Coll (Girona)
La Casa Coll és un edifici del Carrer de la Força del municipi de Girona que forma part de l'Inventari del Patrimoni Arquitectònic de Catalunya.

## Descripció
El Casal consta de planta baixa i tres pisos. A la façana s'obren quatre portes. La principal i segurament més antiga està feta amb brancals de grans carreus de pedra de Girona, i presenta un arc de punt rodó dovellat. Un altre porta també té arc de mig punt, formant un timpà que es recolza en una llosa travessera. Els balcons són grans i simètrics però sense gaire volada degut a l'estretor del carrer. Tota la façana és de pedra i morter, i segueix la tipologia del casal urbà típic del segle xvi, encara fortament influenciada pels models gòtics que tant arrelaren al nostre país. A l'interior trobem un pati i una escala protegida per una barana de pedra, ornada amb un calar en forma de roda de raigs corbats que ens suggereix formes de l'estil gòtic de les darreries del segle xv inicis del segle xvi.

## Història
El document més antic que s'ha conservat data del 1591, on s'esmenta la compra de la casa per part del canonge Onofre Gorgoll a Jeroni i Baldiri Gelabert. Sabem, però, que durant el segon terç del segle xvi la casa era propietat de Baldiri Balle, i que segurament promocionà diferents intervencions arquitectòniques que afectaren a la disposició de l'edifici.